# سیارک ۲۳۰۹۶
سیارک ۲۳۰۹۶ (به انگلیسی: 23096 Mihika، نامگذاری:1999XT156) بیست و سه هزار و نود و ششمین سیارک کشف شده‌است که در ۸ دسامبر ۱۹۹۹ کشف شد.
قدر مطلق سیارک برابر ۱۱.۲ است.